# Engyodontium aranearum
Engyodontium aranearum  (synoniemen: Sporotrichum aranearum, Acremonium tenuipes) is een entomopathogene en nematofage schimmel, die voor het eerst is beschreven door Fridiano Cavara en heeft in 1984 zijn huidige naam gekregen van W. Gams, de Hoog, Samson & H.C. Evans. Engyodontium aranearum behoort tot de familie Cordycipitaceae.

## Beschrijving
Engyodontium aranearum vormt een mycelium, dat vrij los, groot en wit is. De schimmeldraden hebben een diameter tot 2 µm en tot 20 µm lange conidioforen. De langwerpige of langwerpig-ovale conidia zijn doorzichtig, en 2,5-5 × 1,5 µm groot. Er staat er maar een aan de top van de codiofoor.

## Biologische bestrijding
Engyodontium aranearum kan ingezet worden bij de biologische bestrijding van wortelknobbelaaltjes De schimmel dringt de eieren van het aaltje binnen en verteert ze.